# Садовничий Микола Петрович
Микола Петрович Садовничий (1900, село Добропілля, тепер Харківської області — ?) — радянський діяч, уповноважений Народного комісаріату (Міністерства) зв'язку СРСР при Раді народних комісарів (Раді міністрів) Української РСР. 

## Біографія
З 1918 року працював поштарем. Потім був наглядачем, техніком у відділеннях зв'язку.
Закінчив Інститут зв'язку. Після закінчення інституту працював на керівних посадах в органах зв'язку Української РСР. Член ВКП(б).
У вересні 1940—1947 роках — уповноважений Народного комісаріату (Міністерства) зв'язку СРСР при Раді народних комісарів (з 1946 року — Раді міністрів) Української РСР.
Під час німецько-радянської війни був уповноваженим штабу Південно-Західного та Сталінградського фронтів, керував будівництвом телеграфно-телефонної магістралі Астрахань — Гур'єв.
Подальша доля невідома.